# 動力車
動力車（どうりょくしゃ）とは、動力を有する車両のことである。

## 鉄道車両

### 概要

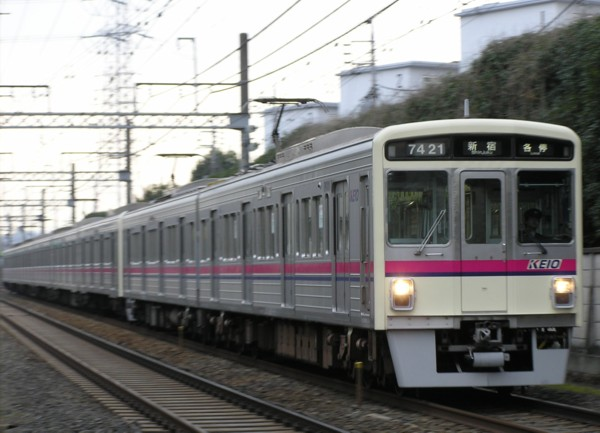
先頭が制御電動車（京王7000系デハ7400型）

日本における鉄道車両の「動力車」とは、「動力車操縦者運転免許に関する省令」の第2条で、
｢鉄道及び軌道の蒸気機関車、電気機関車、電車、蓄電池機関車、蓄電池電車、内燃機関車、内燃動車、無軌条電車｣
と定義されており、電動機やエンジンなどを有し、自走のために必要な機能を備えている車両がこれにあたる。運転に際しては動力車操縦者の運転免許を要する。
このように本来「動力車」の語は、動力集中方式の場合の機関車と、動力分散方式の場合の動力を持つ車両を共に指すが、現代日本においては動力分散方式が（世界でも珍しいほどに）高い割合を占めることになったため、その文脈の中では、「付随車」（｢制御車｣を含む）との対比において電車や気動車のそれを指す際に用いられるケースが多い。電車の場合は電動車と称する。
編成表などでは、Motorの頭文字である「M」で略記する事がある。電車の運転台を有する車両を特別に制御電動車（せいぎょでんどうしゃ）と呼び、先のMと運転席を示すcontrollerの頭文字である「c（慣例で小文字とする場合が多い）」を組み合わせ、車体の片側に運転席がある車両を「Mc」、車体の両側に運転席がある車両を「cMc」と略記する。
また国鉄型気動車の場合、DMH17系エンジンを走行用として1台搭載した車両を小文字の「m」とし、同系エンジンを2台搭載したもの、あるいはそれに相当するDML30系エンジンなどの大出力エンジンを1台搭載した車両を大文字の「M」で表し、区別していた。
以上は日本国有鉄道（国鉄）・JRに見られる略記方法であり、鉄道事業者によっては異なる表記を用いている場合がある。例えば、帝都高速度交通営団（営団）・東京地下鉄（東京メトロ）では、車体の片側に運転席がある車両を大文字の「C」で、なおかつ電動車の場合は「M」の前に置いて「CM」と表記している。近畿日本鉄道ではcを小文字にして「cM」という表記をしている。

### 称号について

#### 日本での事例
電車
国鉄・JR各社（JR四国が自社で発注した車両を除く）の在来線電車では、モーターの頭文字である「モ」の略称が与えられている。戦前の電車は単行あるいは短編成での運行だったので、電動車は全て運転台付き（現在でいう制御電動車）であり、これに「モ」の記号を与えていた。
戦後、1950年のモハ80で初めて運転台無しの中間電動車が登場し、さらに続く70系で在来車との混用が実施されて運用上、制御電動車と中間電動車を区分する必要が生じた。
このことから、1959年の称号規定改正に際し、運転台の付いた電動車は制御車を意味する「ク」を前に置いて「クモ」と表記し、中間電動車は「モ」とするように規定が変更された。これらの記号の後に客車同様、普通車を表す「ハ」やグリーン車を表す「ロ」などの車両等級、荷物車を表す「ニ」などの車種を表す記号が入れ、「モハ」「クロ」などとされる。ただし、新幹線車両については数字のみで構成されている関係でこの称号は用いられない。
しかし、国鉄・JR以外の日本国内の鉄道事業者においては、異なる表記を用いる例が複数存在する。
私鉄では、制御電動車を「クモ」と区別しているのは西武鉄道や三岐鉄道、それに山陽電気鉄道など少数派であり、制御電動車も含めて「モ」とする方が一般的である。名古屋鉄道・近畿日本鉄道などでは、「モハ」などのような等級表示との組み合わせとせず、電動車は全て「モ」1文字としている。東急電鉄・小田急電鉄・京王電鉄などでは、「モ」の代わりに「電動車」の頭文字である「デ」を用い、「デハ」などとしている。また、その他にも電化から昭和初期まで「電」を用いた南海鉄道などや、「M」を用いた栗原電鉄及び札幌市交通局の様に、独自の称号を用いた例も幾つかあった（Mは近年でもえちぜん鉄道と阪急電鉄が用いる）。また、東京地下鉄の様に片仮名などの記号を一切用いずに番号だけとする会社もあり、JR四国が自社で発注した電車も同様である。京成電鉄などでは、従来は「モハ」などの記号と組み合わせていたのを近年では番号のみとしている。
気動車
国鉄・JR各社（JR四国が自社で発注した車両を除く）の気動車の場合、走行用エンジンを持つ動力車は運転台の有無にかかわらず「キ」、制御車（走行用エンジン無し）は「キク」、付随車（中間車かつ走行用エンジン無し）は「キサ」としている。
私鉄の気動車の場合、弱小事業者群が試行錯誤を繰り返し、鉄道省に先駆けて気動車の普及を進めたという経緯もあり、戦前期においてはその称号は千差万別で、ガソリン動車を示す「ガソ」や「カ」、レールカー（日本語に直訳して軌道自動車とも称された）を略した「レカ」、自働（自動）客車を示す「ジ」や「ホジ」（ボギー車に使用）、自社の社名の頭文字を取って「ゼ」（善光寺白馬電鉄）あるいは「ミヤ」（筑前参宮鉄道）、さらにはgasoline Carから「C」を称号とするもの（江若鉄道）など、各社の独創性を示す多様な称号が用いられた。
鉄道省で気動車の量産が行われるようになって以降はその称号に準じる例が増え、戦後も1980年代まではその傾向が続いたが、1980年代中盤に赤字ローカル線の第三セクター転換が行われるようになって以降は、それぞれ独自の称号を与える例が急増、現在もその状況が続いている。
なお、JR四国では車両総数が少ないこともあって、自社が発注した気動車についても電車と同様に2000系や1500系など、全て4桁の数字のみの形式称号を与えるようになっており、気動車を示す称号は与えられていない。ただしキクハ32は国鉄時代に製造されたキハ32をベースにしているためか、称号が与えられている。
電気式気動車・ハイブリッド気動車については、従来の気動車と同じ記号を付与することもあるが、JR各社で独自に記号を定めている。

### 動力車の制御方式
鉄道車両は発進時に低速で最大のトルクを必要とする。蒸気機関車の場合、低速でトルクが大きく高速になるに従いトルクが減るのでこの必要に合致していた。電車でも一般的な電動機が同様の特性を持つので、変速機を用いずに制御するのが一般的である。詳細は、電気車の速度制御を参照。
一方内燃機関は、熱効率が高い回転域で最大トルクを発揮するが、特にディーゼルエンジンは全域にわたってトルクは大きく変わらず（フラットトルクで）、出力は回転数におおむね比例して増大するという基本的な性質を持つ。従って内燃機関を鉄道車両に使用する場合には動力伝達の段階において何らかの変速機を用いる必要が生ずるため、気動車の制御には他の要素もあるが、変速機と動力伝達装置の改良と共に進歩してきた。これについて詳細は、気動車・ディーゼル機関車の動力伝達方式を参照されたい。

### ユニット方式
鉄道車両、特に電車においては、1両で各機能を完結させず、複数の車両間で主制御器、電動発電機（MG）、空気圧縮機（CP）などの主要機器を集約分散搭載する、ユニット方式と呼ばれるシステムが採用されることがある。

#### MM'ユニット方式

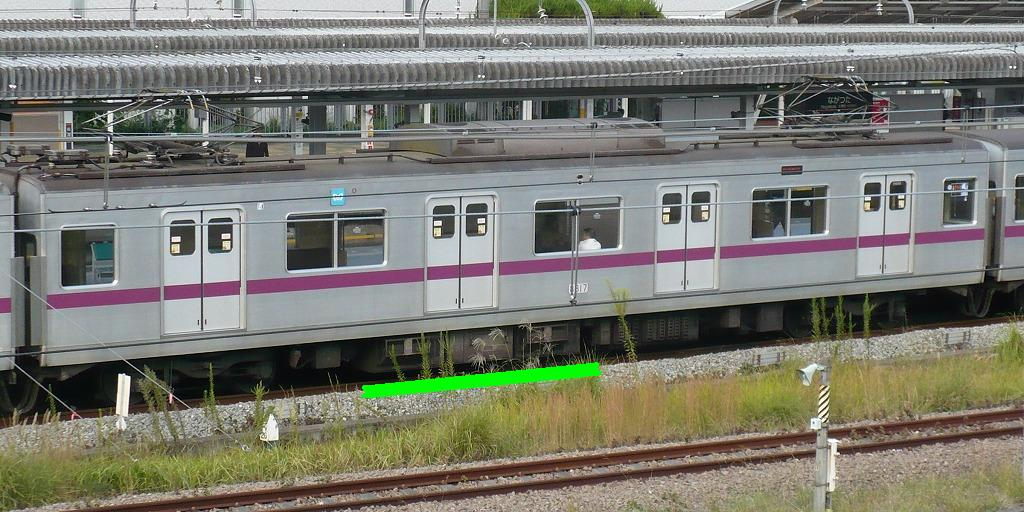
東京地下鉄8000系の8800形動力車。ユニットのM車側で、パンタグラフ・主制御器を搭載している（黄緑の線上部が主制御器）

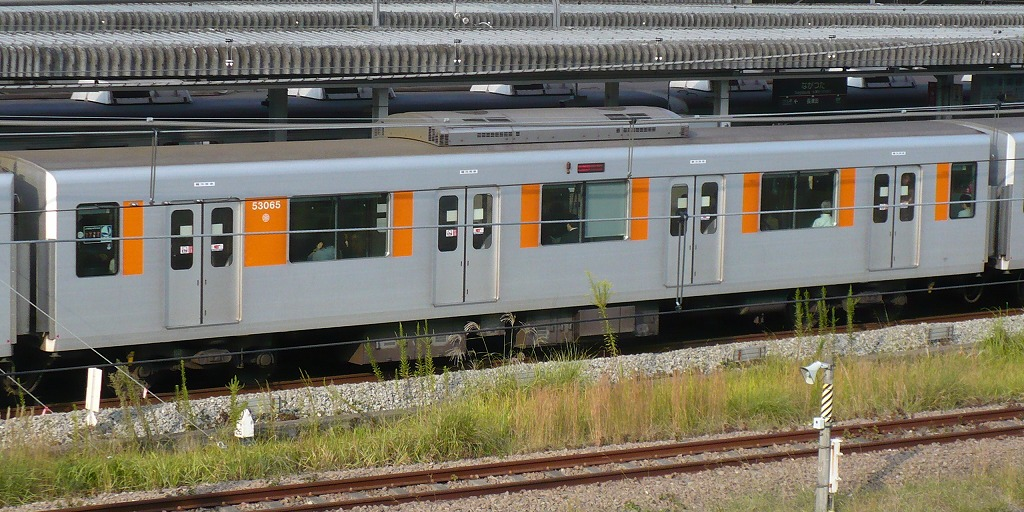
東武50050系の53050形動力車。ユニットのM'車側である。

2両の電動車をひとまとまり（= 1ユニット）として取り扱い、片方の電動車（M車と呼ぶ）に主制御器、主抵抗器、パンタグラフ（若干の異同がある）といった主電動機のコントロールに直接関係した機器を2両分、もう片方の電動車（M'車と呼ぶ）にMG、CPといった補機類を、2両（付随車があればその分も）に必要な規模で集約分散搭載することからMM'ユニット方式と呼ぶ。ただし私鉄に関しては同じような構成をとってもM車に対してM'車と呼ぶとは限らない。
1954年7月に完成した近鉄モ1450形において、三菱電機・近畿日本鉄道との共同開発により、異なる機器を搭載する2種類の電動車を連結する事で1つの機構として成立する、1C8M制御によるユニット方式が実用化された（これに対し従来同様の1両分4台の主電動機を単位に制御する方式は1C4M制御や1M方式（下記参照）と呼ばれる）。
この方式は当初、カルダン駆動方式を採用する高性能車において、回生/発電ブレーキの常用を可能とするため、主電動機が低電圧・大電流・高回転化したことに対応して、直並列制御の組み合わせの自由度を高めるべく、より多数の主電動機を1台の制御器で制御する必要が生じたことから考案されたものであった。
だが、この方式のメリットはそれだけではなかった。2両分の機器を集約分散搭載した結果、各機器の製造・保守コストが大幅に削減され、さらにMGやCPについては発生容量が倍増したとしても重量は著しく増加するものではないため、ユニット全体の軽量化が実現されたのである。
この方式は近鉄モ1450形での長期試験において成功を収め、1460系以降の同社の一部の車両に採用されたばかりでなく、小田急電鉄などの三菱電機製品を採用する私鉄各社にも急速に伝播した。さらには101系へMM'ユニット方式としてこのアイデアが採用されたことによってそのノウハウが公開され、他の電機メーカー各社においても同種のシステム採用が可能となったため、この方式は以後一般化し、日本の各鉄道会社に幅広く普及している。
欠点としては、ユニット内の主要機器が故障するとユニット全車が走行不能、あるいは電動車として使用不能となる（一気に2両が無動力化し、かつ死重となる）こと、列車の最小運行単位が2両となり、1両単位での編成調整や単行運転が出来ないことが挙げられる。このため竣工時の南海電気鉄道21001系など比較的短編成で運行される一部の山岳線区向けの車両では、営業運転中の1ユニット故障が直接列車の運転不能に繋がる恐れがあると考えられ、冗長性確保の面からユニット構成をあえて回避する事例が見られる。
このシステムは長大編成の電車列車を、電気制動による抑速ブレーキ必須の連続急勾配区間を含む線区で長期にわたり運行してきた近鉄と、MGやCP、それに空気ブレーキまでグループ内で製造している三菱電機のコンビならではの卓抜なアイデアであり、この方式の実用化は特に国鉄における長大編成の機関車牽引による客車列車を動力分散方式の電車で置き換える上で、高価な制御器の数を減らすことによるイニシャルコストの減少や保守性の向上、編成全体の重量減による軌道破壊の減少、あるいは相対的な性能の向上など、後の新幹線電車の成功に繋がる重要な役割を果たした。
用途により、1ユニットが必ずしも運行時の最小単位となるとは限らない。例えば117系の場合、電動車自体は2両1ユニットであるが、電動車に運転台付きの車両（クモハ）が存在しないため、両端に制御車（クハ）を連結した4両が最短の編成となる。

#### ユニット方式の拡大
一般的には取り扱いの利便性から2両（主電動機8台）単位とされることが多いユニット方式であるが、様々な事情から、下記のように1C8M以外の変則例が幾つか存在する。
- 京急800形：高加減速性能を実現する必要（全電動車）と、当時3両編成が基本であった普通列車に使用する必要から、異例の1C12M方式として設計された。そのため主電動機の端子電圧は250 Vである[20]。
- 大阪市交通局（現在：Osaka Metro）は谷町線・中央線・千日前線の車両は初期の中央線を走っていた旧6000系と2022年現在の中央線を走る24系24006F（登場時は5両編成だった元四つ橋線23系を編入）を除き2両ユニット方式を使用しており、偶数編成に限られる構造となっている。かつて奇数編成だった御堂筋線も30000系からは2両ユニット方式となった。
- 新幹線500系・N700系・N700S系：最高300 km/hでの超高速運転を実現すべく、軽量化と高出力化を両立するための手段として、500系ではM+M1+Mp+M2の4Mユニットが選択（ただし主回路は1C4Mである）され、N700系16両編成では1号車 - 4号車・13号車 - 16号車はTc+M2+M'+M1の3M1Tユニット、5号車 - 12号車はM1+M2+M'+M1の4Mユニットが選択され、N700系8両編成ではMc+M1+M'+M2の4Mユニットが選択された。編成数が4の倍数に限定されるため、500系のこだま転用時は100系のような6両編成にはできず、8両編成となった。
  - 2022年9月23日に暫定開業した西九州新幹線用のN700S系は本来は編成数が4の倍数に限られるが、全通までは暫定的に6両編成で走ることから当面ユニットカットが行われる。
- 新幹線800系は3両ユニット構造が選択され、編成数が3の倍数に限定されるため8両編成化ができず6両編成のままとなっている。
- 京成3500形・3600形など：2両ユニットの4つの台車のうち1つの台車にモーターがない（2両で1.5M）1C6M方式を採用する。
- 小田急2600形：設計当時の輸送需要や主電動機性能、それに経済性を勘案して3両1ユニットが採用され､1C6M制御器をユニットあたり2基搭載する。主電動機の端子電圧は500Vである。

#### 付随車を含むユニット方式
上記以外にも、電動車以外に付随車を含めたひとまとまりを1ユニットとする場合がある。例えば新幹線300系では、通常のMM'ユニット間に変電機器を集約搭載した付随車を挿入する、M1+Tp+M2による3両ユニットを基本としている。この例を含め、電動車の機能の一部を分散搭載された付随車をユニットに含む例は交流電化線区向け車両に多く見られ、それらの大半では付随車に交流→直流変換機能を集約搭載することで、電動車の機器設計を直流電化向けと共通化することや、高圧機器と低圧機器の混在によるトラブル防止に役立てている。
なお、この300系のMTMユニット方式は後続の500系で4両ユニット構成の全電動車方式となり、さらに700系では経済性を重視してそこから1両分の主電動機を省略した、T+M2+Mp+M1の4両ユニットとなったため、日本の新幹線においては他例が存在しない。ただし、ドイツ鉄道(DB)のICE3においては、重量軽減と日本に比べて遙かに複雑な電化方式への対応の必要からこの方式が採用されている。

### ユニットカット
地下鉄や山岳線区など、故障による走行不能が重大な事故に繋がりかねない路線では、冗長性確保のため1編成内に2組以上の電動車ユニットが連結される。そのような編成が、故障などの異常時や運行上1組の動力を用いないことを「ユニットカット」という。
通常の運転で行われることはまれであり、電動機に過剰な負担が掛かるという点からも望ましい処置ではなく、事故などの際に短期に行われることは見受けられるものの、長期では行われることはほとんどない。
例えば、連続14‰の上り勾配を持つ青函トンネルの通過を前提として設計を行った北海道旅客鉄道（JR北海道）の789系では6両編成（MT比＝3M3T）のうち2組ある動力車ユニット1つが欠けても青函トンネルを通過できる設計とされている。
なお過去には、東日本旅客鉄道（JR東日本）の103系松戸電車区所属車両のように8M2Tの基本編成と4M1Tの付属編成を連結した場合、架線の電流値が容量をオーバーしてしまう為、付属編成のうち1ユニットの力行機能をカットし発電ブレーキのみ作動するように改造した例があるが、これは一般的な意味でのユニットカットではなく電動車の付随車化に近い。
気動車で特定の機関のみを停止させ、開放することを「エンジンカット」と呼ぶ。2エンジン車では両方の機関が使用不能に陥らない限り、ある程度の冗長性が確保できる。

### 1M方式
新性能電車の登場以来、特に国鉄では長らくユニット方式が大原則となっていた。しかしこの方式では、最低2両（車種によってはそれ以上）でないと運転できないデメリットがあり、123系などの1両で運転できる車両が出てきた。また長編成の場合でも編成両数によらずMT比を一定にできるなどユニット方式をとらないことのメリットもあり、その後の機器の進歩もあってJRにおいても1M方式の車両が現れ始めた他、さらに動力を分散して1車両2台車のうち1台車のみ動力台車とする方式（後述）も有力な選択肢になってきている。

### 0.5M方式
0.5M方式、または0.5Mシステムとは、電動車において動力台車と付随台車とをひとつずつ搭載したシステムである。主にJR西日本で採用され、同社の2005年以降に登場した新形式電車は全てこの方式である。JR西日本以外の他社を含め、全て直流専用車のみ採用されている。
VVVFインバータ制御ではそれぞれの主電動機にインバータを用意する方が粘着性制御において有利だが、コンバータ・インバータユニットの小型モジュール化の実現により各車両にインバータと電動機とを分散搭載することが可能になったことで実現した方式である。0.5M方式の導入により、編成内各車の重量均一化と牽引力の分散による車両間衝動の抑制、制御装置の複数設置による冗長性の確保、電動車と付随車を区別しない編成組成の自由度の向上、台枠をはじめとする車両設計の共通化による設計・部品製造工数削減によるコストダウン、メンテナンスの合理化など、多くのメリットがある。編成中のMT比を1:1にする目的で一部の電動車に採用されたり（例：JR東海313系）、4両編成でMT比を3M1Tとしながらも制御電動車を0.5Mとすることで乗り心地の改善を図った車両もある（例：阪神5700系）。
電動車の一部軸を駆動軸としない設計はマキシマム・トラクション台車など昔から存在し、低速で運行する車輌では珍しくなかった。現在の東京メトロの原点となる初代東京地下鉄道が開業と同時に導入した1000形も電動機2台搭載である。一般に抵抗制御の車両では複数の電動機を一群として制御するのが一般的であり主制御器が高価であり、また主抵抗器などの制御装置は床下の大部分を占有した。そのため主制御器を各車両に積むのは不経済であり、無動力の付随車を編成に組み込むか、2両以上のユニット方式で所要の編成に仕立てることが一般的であった。主電動機もまた高価なものであり、その結果として高加速度を期待できる全電動車編成は高価にならざるを得なかった。そこで1台車1モーター2軸駆動として空転を防ぎつつ電動機数を半減させたのが東急電鉄6000系電車である。しかしながら1台車1モーター2軸駆動(全軸駆動)という意欲的設計が祟り、さらに乗り入れ先の営団地下鉄や東武鉄道から特殊の設計に対して難色が示されたこともあって試作レベルの少数製造にとどまり、量産車となる7000系では動力車としては通常の1台車2モーターの形態となった。
- 採用例
  - JR西日本125系（両運転台付単行車）
  - JR西日本321系（付随車のサハ321形有り）
  - JR西日本225系
  - 一畑電車7000系（両運転台付単行車）
  - JR西日本227系
  - JR西日本287系
  - JR西日本323系
  - JR西日本273系
  - JR東日本EV-E301系
  - JR東日本E129系
  - 東京メトロ13000系
  - JR西日本271系
  - JR東日本E131系(モハE131のみ)
  - しなの鉄道SR1系

## 自動車
自動車の場合原動機を持つものを指すが、「動力車」と呼ばれるものはトレーラーヘッド等無動力車を引く牽引車（けんいんしゃ）のみを指す場合が多い。